# Семпер, Наталья Евгеньевна
Ната́лья Евге́ньевна Се́мпер (Соколо́ва) (23 августа 1911, Москва, Российская империя — 29 октября 1995, Москва, Россия) — русский переводчик и художник, мемуарист.

## Биография и творчество
Потомок старинных московских семей (родственники по отцу — фабриканты и меценаты братья Поляковы), дочь московского художника Е. Г. Соколова и балерины Большого театра Т. А. Соколовой, она была разносторонне одарена — владела многими европейскими и восточными языками, знала философию и культуру Востока, писала стихи, рисовала. Считая своё имя слишком обыденным, ещё в 15 лет придумала себе имя Нелли Семпер, которым позднее подписывала все свои работы, и за которым стоял некий образ независимой англичанки-путешественницы, оказавший влияние на её становление и так или иначе сопутствовавший ей всю жизнь.
Автор воспоминаний об академической и театральной жизни Москвы 1920-х — 1930-х годов (учёба на Высших курсах новых языков при 2-м МГУ (ВКНЯ; 1928—1930) и Московском институте новых языков (МИНЯ), работа переводчиком и референтом во Всесоюзном обществе культурной связи с заграницей (ВОКС; 1935—1938)), а также о писателе С. Д. Кржижановском, Москве во время войны, об однокамерницах на Лубянке, строительстве канала «Волга—Москва», лагере. Написанные незадолго до смерти, мемуары не закончены (повествование доведено до 1959 года).
Эти записки предназначены для возможного читателя XXIII века, интересующегося нашей эпохой (если человечество будет жить
и читать). Я не касаюсь мировых событий и великих людей — о них историки напишут немало. <…>
Я только среднего уровня «свидетель перемен»,
так сказать фотограф
от литературы, решивший заснять своё ближайшее окружение. <…> Мне жаль всех живших, навсегда утративших имя, бесследно утонувших в потоке истории «от Ромула до наших дней». Каждая личность — фасетка, зеркальце, отражающее действительность.

Была арестована в июле 1949 года, сидела на Лубянке, в Бутырках. Восприняла случившееся как необходимую в период душевного кризиса перемену («Я допускаю возможность существования разумной космической силы, определяющей ритмы жизни» — «…нужна была кардинальная перемена, и она явилась в форме ареста»). Осуждена по статье 58-10 на 10 лет, отправлена в Вятлаг (1950—1955).
Тюрьма и лагерь не только не сломили её, но сделали ещё более неуязвимой («Жизнь интересна повсюду» — «Работу я люблю, а природа в лагере была замечательная. А какие разнообразные лица!»), став опытом обретения радости и единения с миром: «Как росток пшеницы из мёртвого тела Осириса, во мне вдруг проросла воля к жизни… Я начала приводить в порядок внутренний хаос, растаскивать груды обломков крушения и расчищать строительную площадку»; «Сострадание можно осуществить на каждом шагу, а разделить сорадование не с кем, удаётся очень редко. Большинство людей приписывают оптимизм эгоизму, радость жизни здоровому телу и не приемлют этот светлый дар».
Освобождена в апреле 1955 года. Для людей, отвыкших «от борьбы за существование на воле и от своей собственной личности, сведённой к нулю», «переход к нормальной жизни бывал иной раз сложнее, чем пребывание на Архипелаге». Знакомые ожидали увидеть «тощего „доходягу“ с надломленной душой, а я влилась в их быт как бродящее вино, поразительно счастливая и здоровая».
После возвращения из лагеря зарабатывала на жизнь уроками английского, немецкого, французского языков, рефератами для ИНИОН РАН, графическими работами и др. Писала регулярные обзоры литературы по египтологии в «Вестник древней истории». Она «всегда предпочитала материальные трудности — „хомуту“, и поэтому нигде не служила», и считала, что «прожила жизнь счастливого человека, полную в молодости интересных встреч, катастроф, обретений, потерь… прожила так, как хотелось, несмотря на материальные и житейские препятствия».
Воспоминания Н. Е. Семпер (Соколовой) распространялись в самиздате, автограф хранится в Рукописном отделе Государственного Литературного музея.

## Критика
Первые публикаторы текста считают, что самым главным талантом автора «был талант любви к жизни — к путешествиям, новым знакомым, ярким краскам и тому тайному, сокровенному, что незримо руководит человеческими судьбами».

Когда читаешь воспоминания Н. Е. Семпер, не оставляет удивительное ощущение: казалось бы, перед тобой проходит жизнь, своими основными вехами мало чем отличающаяся от жизни многих интеллигентов, родившихся в начале века, — детство с обязательной рождественской ёлкой, революция, трудный быт, коммуналки, новые порядки, попытка найти свою нишу среди всеобщей «коммунизации», репрессии, коснувшиеся близких, собственный арест, лагерь… — и вместе с тем это какая-то фантастическая феерия; сквозь «портреты» и «пейзажи» проступают черты романа, ибо Н. Е. обладала особенным даром — в каждом явлении жизни видеть сюжет, в каждом встретившемся человеке — абсолютную его уникальность.— .
Отмечая в XX столетии тенденцию выхода на первый план традиционно маргинального жанра документальной прозы, исследователь Н. П. Крохина называет книгу Н. Е. Семпер-Соколовой «одним из показательных образцов жанра воспоминаний XX века», рассматривая её в контексте таких образцов жанра, как дневники М. М. Пришвина, «Архипелаг ГУЛАГ» А. Солженицына, мемуары «Люди, годы, жизнь», И. Эренбурга, записки «В своём углу» С. Н. Дурылина, «Запечатлённое время» А. Тарковского и др.

Нет необходимости сочинять роман, «придумывать образы и ситуации… — эпоха и без того остросюжетна». <…> Задача автора — в потоке истории, в водовороте жизни запечатлеть неповторимые человеческие «я», дать «картину жизни обыкновенных и не совсем обыкновенных людей в этом абсурдном веке, совместившем небывалое расширение сознания — космического, научно-технического и личного с провалом в бессмысленное варварство двух мировых войн и десятка подлых и кровожадных диктатур». Автором движет фёдоровская жалость к миллионам неведомых, неповторимых «я», которых стремнины и водовороты жизни несут «в Ниагару забвения». Задача памяти — сохранить частицу бытия тех, кого давно нет в живых.
Несмотря на «богатую фактографию» автобиографического повествования, «доминирующую линию воспоминаний» исследователь видит в «становлении независимой личности, излучающей радость и волю к жизни», сумевшей вобрать и соединить в себе мировую культуру Востока и Запада разных эпох.

Автор этой жизнетворческой повести предстаёт ярчайшим носителем космического сознания в его разнообразных проявлениях — это и интерес к высшей метафизике, универсализму, чувство абсолютной реальности и мировой гармонии, потребность сорадования и растворения в жизни природы. Важнейшим проявлением творческих энергий мира становится культура: приобщение к мировой культуре и особенный интерес к Востоку с его диффузным пониманием личности, с его универсализмом. Перед нами реализованное «художество жизни», человек значительной и исключительной внутренней судьбы, открытость свободе и радости бытия, потому Н. Е. и называла себя счастливым человеком. 

## Публикации

### Воспоминания
- Семпер (Соколова) Н. Портреты и пейзажи: Частные воспоминания о XX веке. (Начало) / Публ. и подгот. текста М. А. Давыдова и Е. Д. Шубиной // Дружба народов : журнал. — 1997. — № 2.
- Семпер (Соколова) Н. Портреты и пейзажи: Частные воспоминания о XX веке. (Окончание) / Публ. и подгот. текста М. А. Давыдова и Е. Д. Шубиной // Дружба народов : журнал. — 1997. — № 3.
- Семпер Н. Лицом к лицу с мечтой: Воспоминания о Хидзиката Ёси (1933—1937) / Публ. М. Давыдова, вступ. ст. B. Перельмутера) // Toronto Slavic Quarterly: Academic Electronic Journal in Slavic Studies. — Toronto. — № 47.

### Научные обзоры
- Семпер Н. Е. Новые статьи по египтологии: (Аннотации) // Вестник древней истории : журнал. — 1958. — № 2. — С. 168–183.
- Семпер Н. Е. Новые книги и статьи по египтологии: (Краткие аннотации) // Вестник древней истории : журнал. — 1958. — № 4.— 1960. — № 1.
- Семпер Н. Е. Новая советская литература по египтологии (1961–1963 гг.) // Вестник древней истории : журнал. — 1964. — № 4. — С. 168–183.
- Семпер Н. Е. Новая иностранная литература по египтологии: (Библиографический обзор) // Вестник древней истории : журнал. — 1974. — № 3. — 1975. — № 3. — 1976. — № 3. — 1977. — № 3. — 1978. — № 3. — 1979. — № 4. — 1981. — № 1. — 1983. — № 1. — 1985. — № 1.
- Семпер Н. Е. Новая иностранная литература по египтологии: (Краткие аннотации) // Вестник древней истории : журнал. — 1961. — № 1. — 1962. — № 1. — 1963. — № 1. — 1969. — № 1. — 1970. — № 1. — 1973. — № 1.
- Семпер Н. Е. Випперовские чтения – 74 // Вестник древней истории : журнал. — 1974. — № 4.
- Семпер Н. Е. VIII Всесоюзная конференция по древнему Востоку // Вестник древней истории : журнал. — 1980. — № 2.

### Другое
- Абрамович Р. А., Рубинштейн Р. И., Семпер Н. Е., Хмелев А. Н. Инсценировки на исторические темы: Пособие для учителей по внекл. работе / Вступ. ст. Ф. П. Коровкина. — М.: Просвещение, 1974. — 151 с. — 40 000 экз. (Пособие для учителей 5—6-х классов, руководителей исторических кружков с детально разработанными программами четырёх вечеров-спектаклей: по Древнему Египту, Вавилону, Древней Греции и Средневековью.)